# Ситиуэст
Ситиуэст (англ. Citywest; ирл. Iarthair na Cathrach) — пригород в Ирландии, находится в графстве Южный Дублин (провинция Ленстер). Пригород расположен около административного центра Талла и является одним из финансовых центров Дублина.

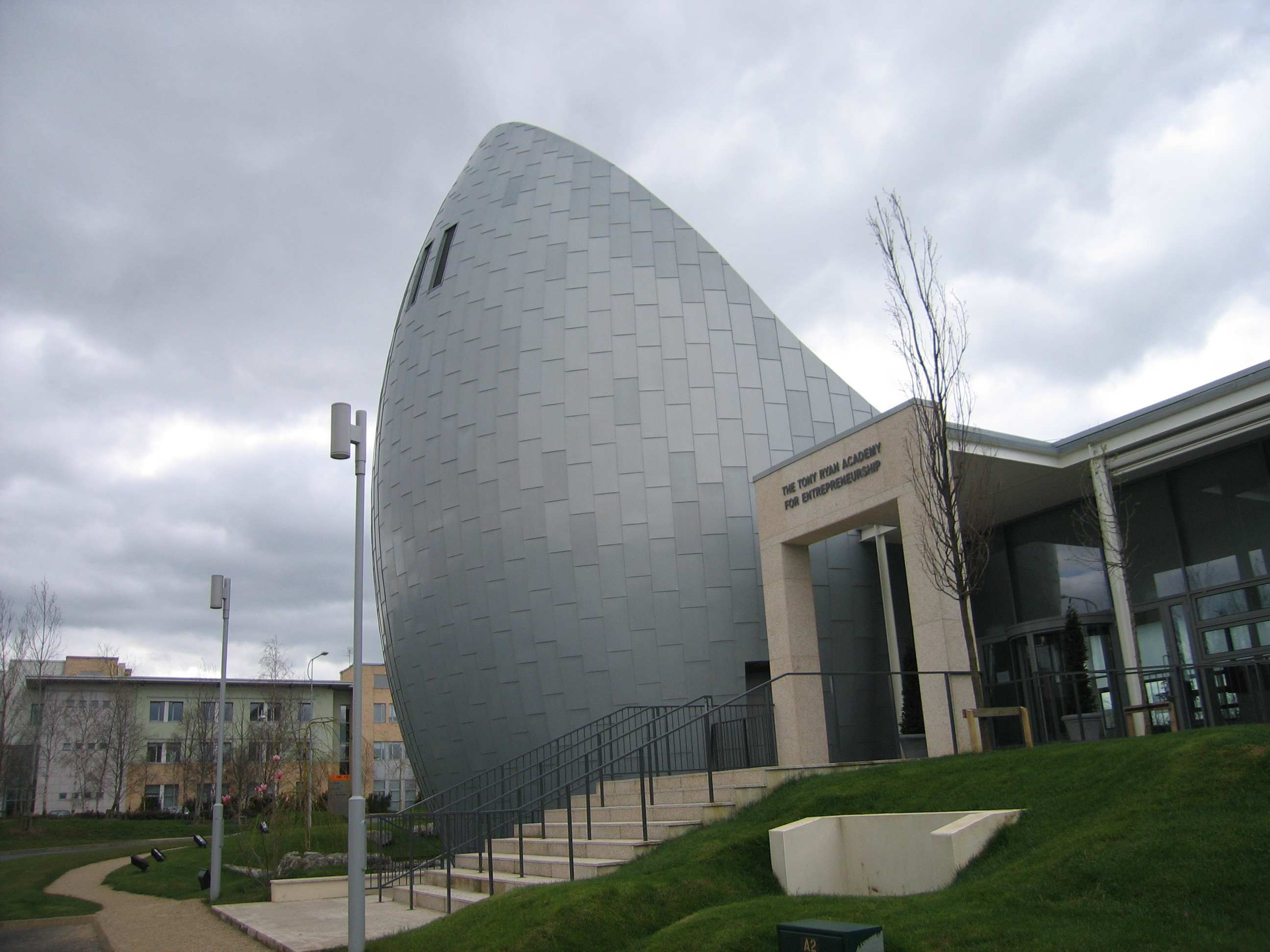
Академия Райана

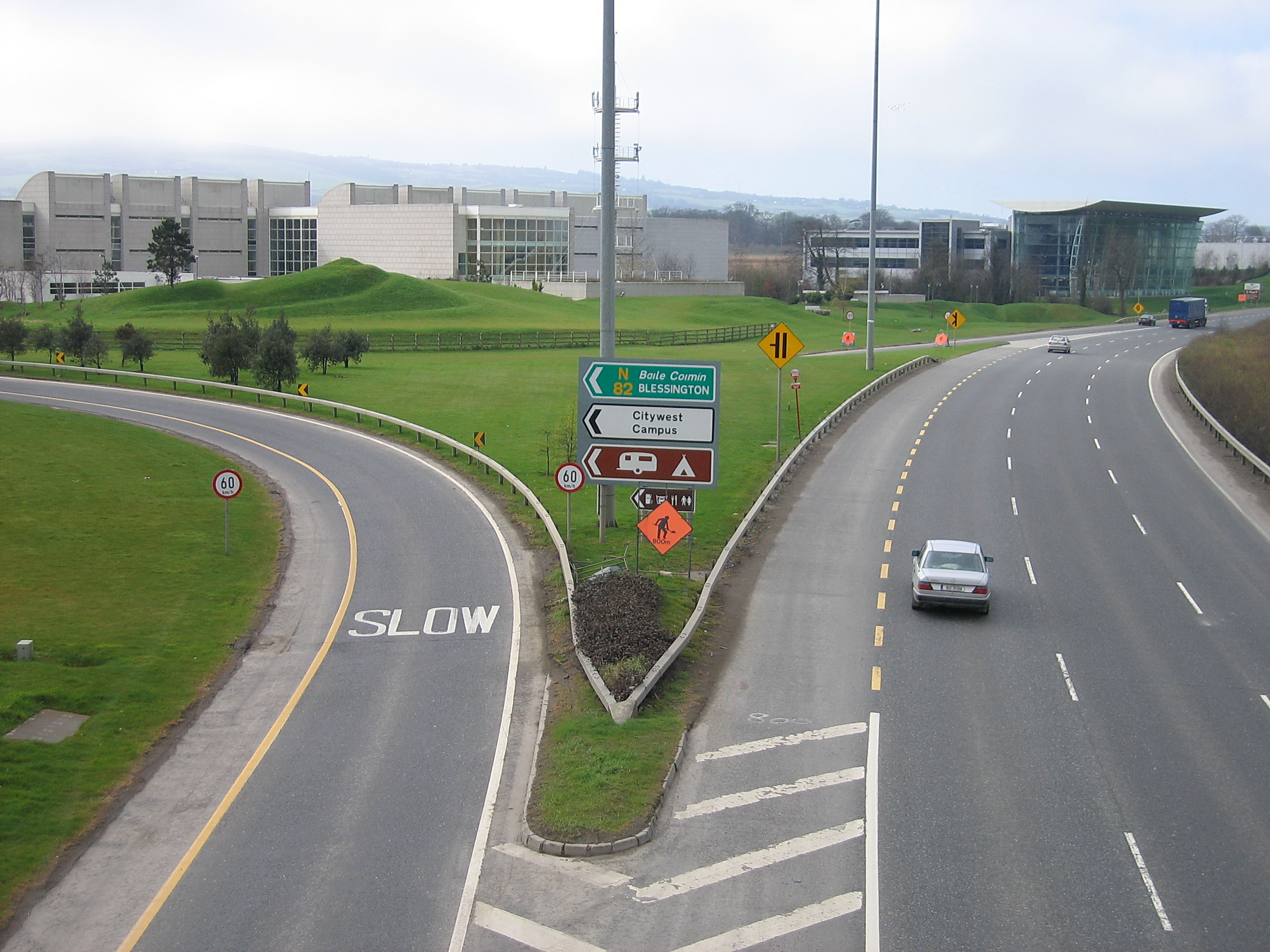
Дорожная развязка в Ситиуэсте

Пригород находится западнее Таллы и южнее Лукана в непосредственной близости от аэропорта Баллибоден. Ситиуэст ограничен автодорогами M50, N7 и N81. Активное строительство началось в 1990-х годах, когда конструкторская компания Davy Hickey Properties решила превратить пригород в инвестиционно-привлекательный бизнес-центр мирового уровня. В настоящее время в Ситиуэст располагаются офисы 80 компаний, среди них Adobe, Alcatel, AOL, Pfizer, Roche, SAP, SONY, TDK и другие. Кроме того в пригороде располагается академия Райана (англ.  Ryan Academy), которая является частью городского университета Дублина.